# Катастрофа на авиошоуто в Рамщайн
По време на авиошоу, провеждано в американската военновъздушна база Рамщайн край град Рамщайн-Мизенбах (на немски Ramstein-Misenbach), провинция Рейнланд-Пфалц (на немски Rheinland-Pfalz), Германия на 28 август 1988 година, се разбиват 3 изтребителя от Националния акробатичен патрул „Фрече Триколори“ на италианските въоръжени сили.
Около 40 очевидци загиват в първите няколко минути, а още няколкостотин са ранени. В следващите 2 месеца черната статистика достига 69 жертви заради починали тежко ранени.